# Walter Szaule
Walter Szaule (* 13. November 1944 in Bratislava, Slowakei) ist ein ehemaliger deutscher Fußballspieler. Der im Verlauf seiner langen Karriere vom Angriff in die Verteidigung gewechselte Spieler hat in der Saison 1968/69 bei Borussia Dortmund vier Bundesligaspiele absolviert. Mit dem Karlsruher SC wurde er in der zweitklassigen Fußball-Regionalliga Süd zweimal in den Jahren 1970 und 1971 Vizemeister und absolvierte in den Bundesligaaufstiegsrunden 16 Spiele und erzielte dabei fünf Tore.

## Karriere
Walter Szaule kam aus dem hessischen Amateurfußball vom TSV Heusenstamm 1966 zum FSV Frankfurt in die zweitklassige Fußball-Regionalliga Süd. Bei den Blau-Schwarzen vom Bornheimer Hang blieb er zwei Jahre, in denen er alle 68 Spiele bestritt und 12 Tore erzielte. Der FSV kämpfte permanent um den Klassenerhalt und belegte den 13. beziehungsweise 16. Rang. Der Mann aus Heusenstamm debütierte am 20. August 1966 bei einer 0:4-Heimniederlage gegen die Stuttgarter Kickers als Mittelstürmer unter Trainer Heinz Baas in der Regionalliga. Am 29. Oktober trotzte man dem Mainrivalen Kickers Offenbach vor 16.000 Zuschauern ein 0:0 ab. Mit Neuzugängen wie Torhüter Erich Wolf, Günter Heiden und Reinhold Nedoschil versuchte man im zweiten Jahr einen Leistungsanstieg, was man aber mit dem 16. Rang verfehlte. Der Bundesligist Borussia Dortmund nahm den quirligen Dribbler und Kombinationsfußballer zur Saison 1968/69 unter Vertrag und Szaule wechselte zu den Schwarz-Gelben vom Stadion Rote Erde.
Neben Szaule wurden noch die Spieler Klaus Beckfeld, Dietmar Erler, Helmut Heeren, Friedrich Lehmann, Klaus Günther und Werner Weist zum BVB geholt. Szaule erlebte in seiner Runde bei Dortmund drei Trainer im Einsatz: Oswald Pfau (bis 16. Dezember 1968), Helmut Schneider vom 17. Dezember 1968 bis 17. März 1969 und schließlich Hermann Lindemann ab dem 21. März 1969, welcher dann auch noch den Klassenerhalt mit dem 16. Rang für Dortmund bewerkstelligte. Er kam für die Westfalen in der Saison 1968/69 viermal in der Bundesliga zum Einsatz; einmal spielte er von Beginn an (7. März 1969, Heimspiel gegen Eintracht Frankfurt), in den drei Begegnungen gegen Alemannia Aachen (in beiden Spielen) und den FC Schalke 04 wurde er eingewechselt. Gegen die Offensivkonkurrenz in Gestalt von Lothar Emmerich, Sigfried Held, Dietmar Erler, Werner Weist und Willi Neuberger konnte er sich nicht behaupten.
Nach einem Jahr bei der Borussia war Schluss und Szaule heuerte zur Runde 1969/70 beim Karlsruher SC in der zweitklassigen Fußball-Regionalliga Süd an. Auch die vormaligen Dortmunder Kollegen Friedhelm Groppe und Klaus Beckfeld wechselten mit nach Baden. Beim KSC gehörte er dem Stammpersonal in der Regionalliga an, welches sich einen spannenden Dreikampf um die Tabellenspitze mit Kickers Offenbach und dem 1. FC Nürnberg lieferte. Mit einem Punkt Vorsprung vor dem KSC wurde Offenbach Meister und Nürnberg mit einem Punkt Rückstand hinter dem Vizemeister undankbarer Dritter. Zehn Punkte betrug der Vorsprung von Nürnberg gegenüber Bayern Hof, welches auf dem 4. Rang landete. Herausragend war in der Rückrunde am 20. Mai 1970 der 5:1-Heimerfolg vor 35.000 Zuschauern im heimischen Wildparkstadion gegen den OFC, wobei deren Leistungsträger Helmut Kremers, Egon Schmitt, Hans Reich, Walter Bechtold, Roland Weida und Horst Gecks gewaltig unter die Räder kamen. Szaule stürmte dabei, wie auch in der nachfolgenden Aufstiegsrunde, auf Rechtsaußen. Szaule kam auf 36 Ligaeinsätze mit 12 Toren und spielte auch eine ausgezeichnete Aufstiegsrunde. In allen acht Gruppenspielen erzielte er drei Tore, verpasste aber an der Seite von Mitspielern wie Rudolf Wimmer (Torhüter), Eugen Ehmann, Günter Fuchs, Groppe, Jürgen Weidlandt, Theo Menkhaus, dem herausragenden Spielmacher und Torschützen Horst Wild, Gerd Becker und Hans Haunstein (war aus der eigenen Jugend aufgestiegen) knapp den Bundesligaaufstieg. Einen Punkt hinter Aufsteiger Arminia Bielefeld belegten Szaule und Kollegen den 2. Gruppenplatz. Nach drei Spielzeiten mit 93 Ligaeinsätzen und 16 Aufstiegsspielen trennten sich die Wege von Szaule und dem Karlsruher SC.
Er wechselte zum FV Würzburg 04 und stieg mit Würzburg nach der Saison 1975/76 aus der Bayernliga in die 2. Fußball-Bundesliga auf. Jetzt war der Senior aber in der Verteidigung aktiv und absolvierte von 1976 bis 1980 für die Nullvierer noch 110 Zweitligaspiele (4 Tore). Sein letztes Spiel in der 2. Bundesliga bestritt der Senior am 2. April 1980 bei einer 0:4-Heimniederlage gegen den SSV Ulm in der Verteidigung.

## Privates
Szaule lebt mit seiner Familie in Kürnach in Unterfranken.